# Åkrene
Åkrene est un village norvégien situé dans la municipalité de Fet dans le comté d'Akershus entre Lillestrøm et Fetsund. En 2005, sa population était de 259 habitants.